# Zsolt Nemcsik
Zsolt Nemcsik est un escrimeur hongrois né le 15 août 1977. Son arme est le sabre.

## Palmarès
- Jeux olympiques
  -  Médaille d'argent au sabre individuel lors des Jeux olympiques 2004 à Athènes
- Championnats du monde d'escrime
  -  Médaille d'argent au sabre individuel lors des Championnats du monde d'escrime 2006 à Turin